# 山岸大悟
山岸 大悟（やまぎし だいご）は、日本のアニメ監督、演出家。

## 経歴
2009年3月に東京アニメーションカレッジ専門学校を卒業後、ボンズに入社。
池添隆博に声を掛けられたことをきっかけで、『新幹線変形ロボ シンカリオン』の副監督となった。
専業演出家・絵コンテ従事者であり、アニメーターとしての経験はない。

## 作品

### テレビアニメ
2009年
- 鋼の錬金術師 FULLMETAL ALCHEMIST（2009年 - 2010年、制作進行）

2014年
- 棺姫のチャイカ（演出）
- テンカイナイト（2014年 - 2015年、設定制作・絵コンテ・演出）
- 棺姫のチャイカ AVENGING BATTLE（演出）
- グリザイアの果実（演出）

2015年
- SHOW BY ROCK!!（メイン演出・演出・OP演出）
- グリザイアの迷宮（演出）
- 赤髪の白雪姫（2015年 - 2016年、演出）
- Classroom☆Crisis（演出）

2016年
- マギ シンドバッドの冒険（演出・OP演出）
- 文豪ストレイドッグス（演出）
- Re:ゼロから始める異世界生活（絵コンテ・演出）
- Fate/kaleid liner プリズマ☆イリヤ ドライ!!（絵コンテ・演出）
- SHOW BY ROCK!!#（チーフ演出・レイアウト監修〈第3話〉・絵コンテ・演出）

2017年
- MARGINAL#4 KISSから創造（つく）るBig Bang（絵コンテ）
- プリプリちぃちゃん!!（副監督・絵コンテ・演出・OP絵コンテ/演出・ED絵コンテ/演出）

2018年
- 新幹線変形ロボ シンカリオン（2018年 - 2019年、助監督〈第1話 - 第52話〉・副監督〈第53話 - 第64話〉・絵コンテ・演出・OP演出・ED演出）

2019年
- 食戟のソーマ 神ノ皿（絵コンテ）

2020年
- かくしごと（絵コンテ）

2021年
- SHOW BY ROCK!! STARS!!（監督・絵コンテ・演出・OP演出）
- カードファイト!! ヴァンガード overDress（絵コンテ・演出）
- もっと!まじめにふまじめ かいけつゾロリ（絵コンテ）

2022年
- 新幹線変形ロボ シンカリオンZ（演出）
- 群青のファンファーレ（絵コンテ）
- 盾の勇者の成り上がり Season2（絵コンテ・演出）
- カードファイト!! ヴァンガード will+Dress（絵コンテ・演出）

2024年
- ブルーアーカイブ The Animation（監督・シリーズ構成・脚本・絵コンテ・演出） - シリーズ構成は大野木寛と共同
- カードファイト!! ヴァンガード Divinez（2024年 - 2025年、絵コンテ・演出・OP絵コンテ/演出）

### 劇場アニメ
2011年
- 鋼の錬金術師 嘆きの丘の聖なる星（制作進行）
- UN-GO episode:0 因果論（制作進行）

2013年
- スタードライバー THE MOVIE（設定管理・制作進行）

2019年
- 劇場版 新幹線変形ロボ シンカリオン 未来からきた神速のALFA-X（演出）

### OVA
- ゆるゆり、（2019年、監督・絵コンテ・演出・OP絵コンテ/演出）

### その他
- アイドリッシュセブン『MEMORiES MELODiES』ミュージックビデオ（2015年、絵コンテ・演出）